# Zwemtherapie
Zwemtherapie is een regelmatige bewegingsoefening voor zieken en ouderen.
De therapie vindt vaak plaats onder begeleiding van (sport)instructeurs of fysiotherapeuten. De meeste gebruikers zijn mensen die lijden aan een chronische ziekte zoals reumatoïde artritis, een spierziekte, of zij die min of meer ernstige ouderdomsverschijnselen vertonen. 
Zwemmen heeft als voordeel, dat er minder druk op de gewrichten en spieren wordt uitgeoefend terwijl ze zo volledig mogelijk gebruikt worden. Zwemmend of drijvend in water hoef je je eigen gewicht minder te dragen door de opwaartse druk van het water. De therapie is dan ook bedoeld om mensen met ziekten of problemen aan het bewegingsapparaat te helpen bewegen. 
Het zwemwater wordt, voordat de deelnemers beginnen, enkele graden warmer gemaakt. Dit kan oplopen tot wel 30 °C of meer. Een wat verhoogde temperatuur helpt om de spieren te ontspannen. Men moet echter oppassen de temperatuur niet te hoog te laten worden want dan kan het lichaam haar eigen warmte niet kwijt.
De bewegingsoefeningen zijn meestal aangepast voor de deelnemers, met een zekere vrijblijvendheid om aan iedere oefening deel te nemen. Daarnaast kan men ook nog recreatief zwemmen. 
In sommige gevallen wordt de zwemtherapie aangegrepen om sociale contacten te onderhouden. Dit is van belang voor deelnemers die wellicht anders, vanwege bewegingsmoeilijkheden, in een te groot sociaal isolement geraken. Dit wordt wel schertsend "koffiezwemmen" genoemd.